# Valentin Gaft
Valentin Iossifovitch Gaft (en russe : Валенти́н Ио́сифович Гафт), né le 2 septembre 1935 à Moscou et mort le 12 décembre 2020, est un acteur soviétique puis russe de théâtre, de cinéma et de télévision. Il travaille aussi dans le doublage des films. Il est distingué Artiste du peuple de la RSFS de Russie en 1984,.

## Biographie

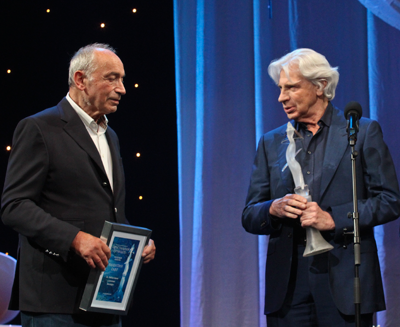
Gaft aux Turandot de cristal en 2012.

Fils de l'avocat Iossif Rufimovitch Gaft (1907-1969) et de Guita Davydovna Gaft (1908-1993), femme au foyer, Valentin est passionné de théâtre depuis son enfance. Après les études secondaires, à l'insu de ses parents, il s'inscrit au concours d'entrée de l'Institut d'art dramatique Boris Chtchoukine et celui de l'École-studio du Théâtre d'Art académique de Moscou. Il est admis dans la classe de Vassili Toporkov de l'école du Théâtre d'Art. Diplômé en 1957, il devient acteur du Théâtre Mossovet qu'il quitte quelque temps plus tard pour le Théâtre sur Malaïa Bronnaïa. Le vrai succès lui vient sous la direction d'Anatoli Efros d'abord au Théâtre sur Malaïa Bronnaïa, puis au Théâtre du Lenkom entre 1964 et 1967. À partir de 1970, Gaft fait partie de la troupe de Théâtre Sovremennik. Il y remonte en 2001, avec Igor Kvacha, la pièce de Sergueï Mikhalkov Balalaïkine et C° inspirée du roman de Mikhaïl Saltykov-Chtchedrine Une idylle contemporaine. En 1995, il est le premier lauréat du prix théâtral Innokenti Smoktounovski. En 2012, on lui remet le prix pour l'ensemble de sa carrière aux Turandot de cristal.
Sa carrière cinématographique commence en 1956, avec une petite apparition dans le film Meurtre dans la rue Dante de Mikhaïl Romm. Au cinéma, Gaft incarne principalement les personnages maléfiques et les antihéros, tel Lavrenti Beria dans les Perdu en Sibérie (1991) ou Woland dans Le Maître et Marguerite (1994). Un Aigle d'or récompensant sa contribution au cinéma national lui est décerné en 2012.

## Théâtre

### Théâtre Mossovet
- 1957 - Lizzie Mac Cay d'après La Putain respectueuse de Jean-Paul Sartre, mise en scène d'Irina Anissimova-Wulf : le détective
- 1958 - Cornelia de Marcello Ciorciolini, mise en scène de Iouri Zavadski : le fils
- 1958 - Un fiancé enviable des frères Tour, mise en scène d'Alexandre Chaps : Zaïtchik

### Théâtre sur Malaïa Bronnaïa
- 1964 - Kolobachkine le séducteur d'Edvard Radzinsky adaptation d'Anatoli Efros : Kolobachkine
- 1967 - Les Trois Sœurs d'Anton Tchekhov, l'adaptation d'Anatoli Efros : Vassili Soliony

### Théâtre du Lenkom
- 1965 - 104 pages sur l'amour d'Edvard Radzinsky adaptation d'Anatoli Efros :
- 1966 - Molière de Mikhaïl Boulgakov :

### Théâtre de la Satire
- 1958 - L'Ombre de Evgueni Schwarz, l'adaptation de Khessia Lokchina : scientifique
- 1969 - Le Mariage de Figaro de Beaumarchais, l'adaptation de Valentin Ploutchek : Almaviva

## Filmographie partielle
- 1956 : Meurtre dans la rue Dante (Убийство на улице Данте) de Mikhaïl Romm : Marseille Rouger
- 1973 : Dix-sept Moments de printemps (Семнадцать мгновений весны) de Tatiana Lioznova : Gero von Schulze-Gaevernitz (série télévisée en douze épisodes)
- 1975 : Bonjour, je suis votre tante ! (Здравствуйте, я ваша тётя!) de Viktor Titov : Brassett
- 1987 : Les Rendez-vous du minotaure (Визит к Минотавру) de Eldor Ourazbaev
- 1988 : La Vie de Klim Samguine (Жизнь Клима Самгина) de Viktor Titov (série télévisée en quatorze parties)
- 1991 : Perdu en Sibérie (Затерянный в Сибири) d'Aleksandr Mitta : Lavrenti Beria
- 1991 : Promesse du ciel (Небеса обетованные) d'Eldar Ryazanov : le président
- 1994 : Le Maître et Marguerite de Iouri Kara : Woland
- 2000 : Les Vieilles Rosses (Старые клячи) de Eldar Riazanov : général Doubovitski
- 2000 : L'Âge tendre (Нежный возраст, Nejny vozrast) de Sergueï Soloviov
- 2005 : Le Maître et Marguerite de Vladimir Bortko : Caïphe
- 2007 : 12 (12 разгневанных мужчин) de Nikita Mikhalkov : le 4e juré
- 2009 : Attaque sur Léningrad (Ленинград) de Aleksandr Buravsky : metteur en scène
- 2010 : Soleil trompeur 2 (Утомлённые солнцем 2: Предстояние) de Nikita Mikhalkov : prisonnier juif

### Doublage
- 1981 : Le Chien botté (Пёс в сапогах) de Efim Gamburg : Chien loyal (Athos)